# Балка Максимова
Балка Максимова — балка (річка) в Україні у Бойківському районі Донецької області. Ліва притока річки Кальміусу (басейн Азовського моря).

## Опис
Довжина балки приблизно 3,67 км, найкоротша відстань між витоком і гирлом — 3,53  км, коефіцієнт звивистості річки — 1,04 . Формується декількома балками та загатами.

## Розташування
Бере початок на південно-західній околиці села Первомайське. Тече переважно на північний захід і на північно-східній стороні від села Гранітне впадає у річку Кальміус.

## Ціцкаві факти
- Пригирлова частина балки тече через південно-західну частинум Кальміуського заповідника[2].